# Zhang Yueran

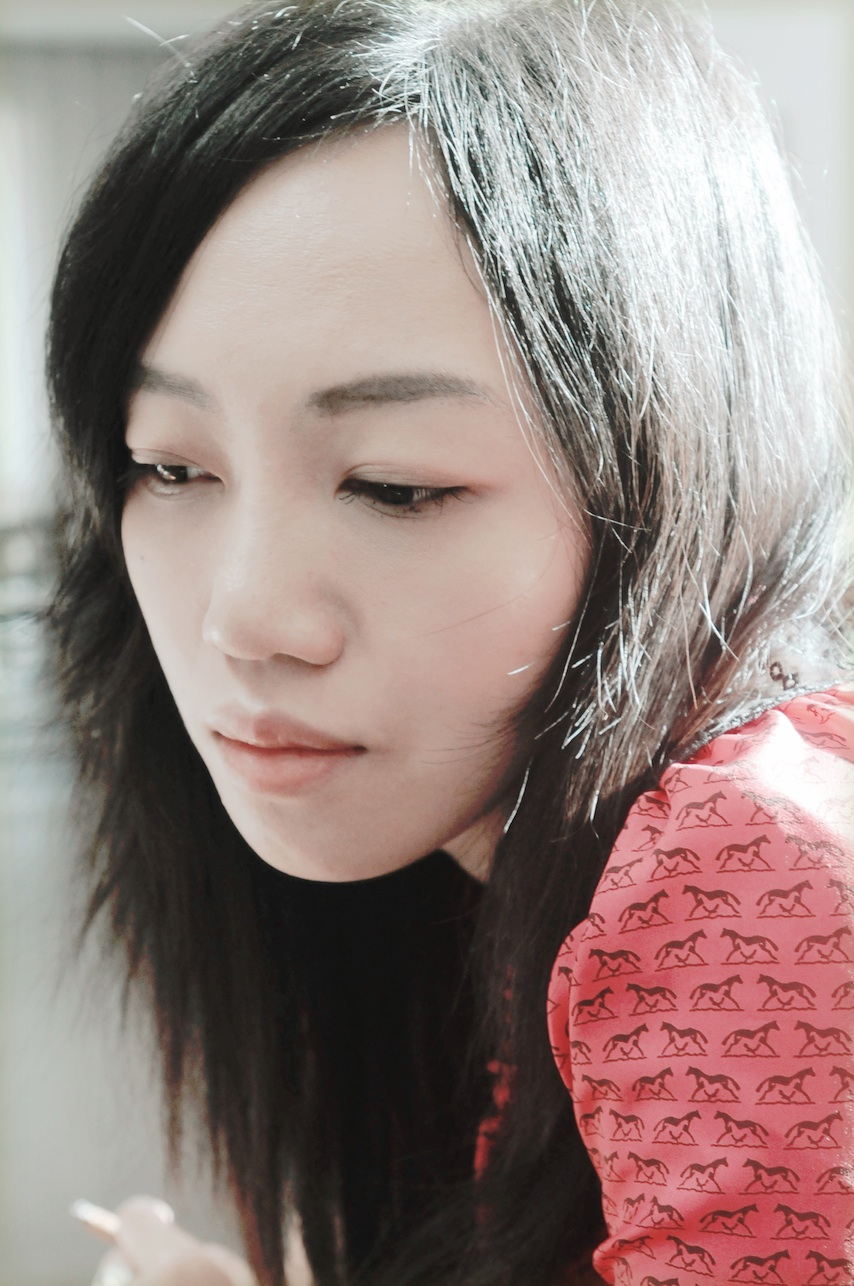
Zhang Yueran

Zhang Yueran (chinesisch 张悦然; geb. 7. November 1982 in Jinan, Shandong) ist eine chinesische Schriftstellerin und Hochschuldozentin. Sie wurde zunächst durch Jugendromane bekannt und gilt heute als bedeutende Vertreterin der chinesischen Literatur, insbesondere durch ihren Roman Cocoon (茧), der die Generationenkonflikte der 1980er-Jahre-Generation thematisiert und international Anerkennung fand.

## Leben
Zhang Yueran wurde in Jinan geboren, wo sie in einem Universitätsklinikum aufwuchs. Ihr Vater, ursprünglich aus einer Arztfamilie stammend, gab eine angesehene Tätigkeit als Fahrer auf, um sich 1977 dem Literaturstudium zu widmen, was sie später in ihrer Berufswahl beeinflusste. Sie absolvierte zunächst ein Studium an der Shandong-Universität und wechselte dann zur Nationaluniversität Singapur, wo sie Informatik studierte.
Während ihrer Jugend nahm Zhang erfolgreich an dem chinesischen Wettbewerb „Neues Konzept“ teil, der maßgeblich ihren literarischen Weg prägte. Seit 2012 lehrt sie die Analyse von Kurzgeschichten an der Renmin-Universität in Peking, mit dem Ziel, das Interesse junger Menschen an Literatur neu zu beleben.

## Wirken
Zhang Yueran begann im Alter von 14 Jahren mit dem Schreiben und veröffentlichte mehrere Romane, die zunächst dem Genre der Jugendliteratur zugeordnet wurden. Ihr erster bedeutender Roman The Promise Bird (誓鸟, 2006) erhielt breite Aufmerksamkeit, woraufhin sie zur Entwicklung neuer Themen und Formen ihre schriftstellerische Tätigkeit bewusst verlangsamte.
Nach fast zehnjähriger Arbeit veröffentlichte Zhang 2016 ihr wohl bedeutendstes Werk Cocoon, das sich mit dem Erbe der chinesischen Kulturrevolution und dem Generationenkonflikt zwischen der 1980er-Generation und deren Vorfahren auseinandersetzt. Grundlage des Romans ist ein reales Ereignis aus der Kindheit ihres Vaters, bei dem während der Kulturrevolution ein Arzt zum Opfer eines brutalen Angriffs wurde und fortan als Pflegefall weiterlebte. In ihrem Werk spricht sie sowohl persönliche und familiäre Traumata als auch historische und gesellschaftliche Konflikte an.
Ihr Roman Cocoon wird von der Kritik als präzise, emotional eindringliche und literarisch anspruchsvolle Auseinandersetzung mit Chinas jüngerer Geschichte gelobt und gilt als Meilenstein einer neuen chinesischen Erzählliteratur, die historische Analyse mit individueller Erfahrung verbindet.
Neben ihrer schriftstellerischen Arbeit setzt sich Zhang Yueran für die Förderung literarischen Nachwuchses ein und leitet seit 2008 das Literaturmagazin Li (鲤).

## Werke (Auswahl)
- The Promise Bird (誓鸟, 2006)
- Cocoon (茧, 2016)